# Murailles de Livourne
Les Murailles de Livourne (en italien : Mura di Livorno), développées au fil des siècles, du Moyen Âge au XIXe siècle, constituent le système défensif et douanier de la ville de Livourne, dans la province de Livourne en Toscane,.

## Historique

### Enceinte pisane

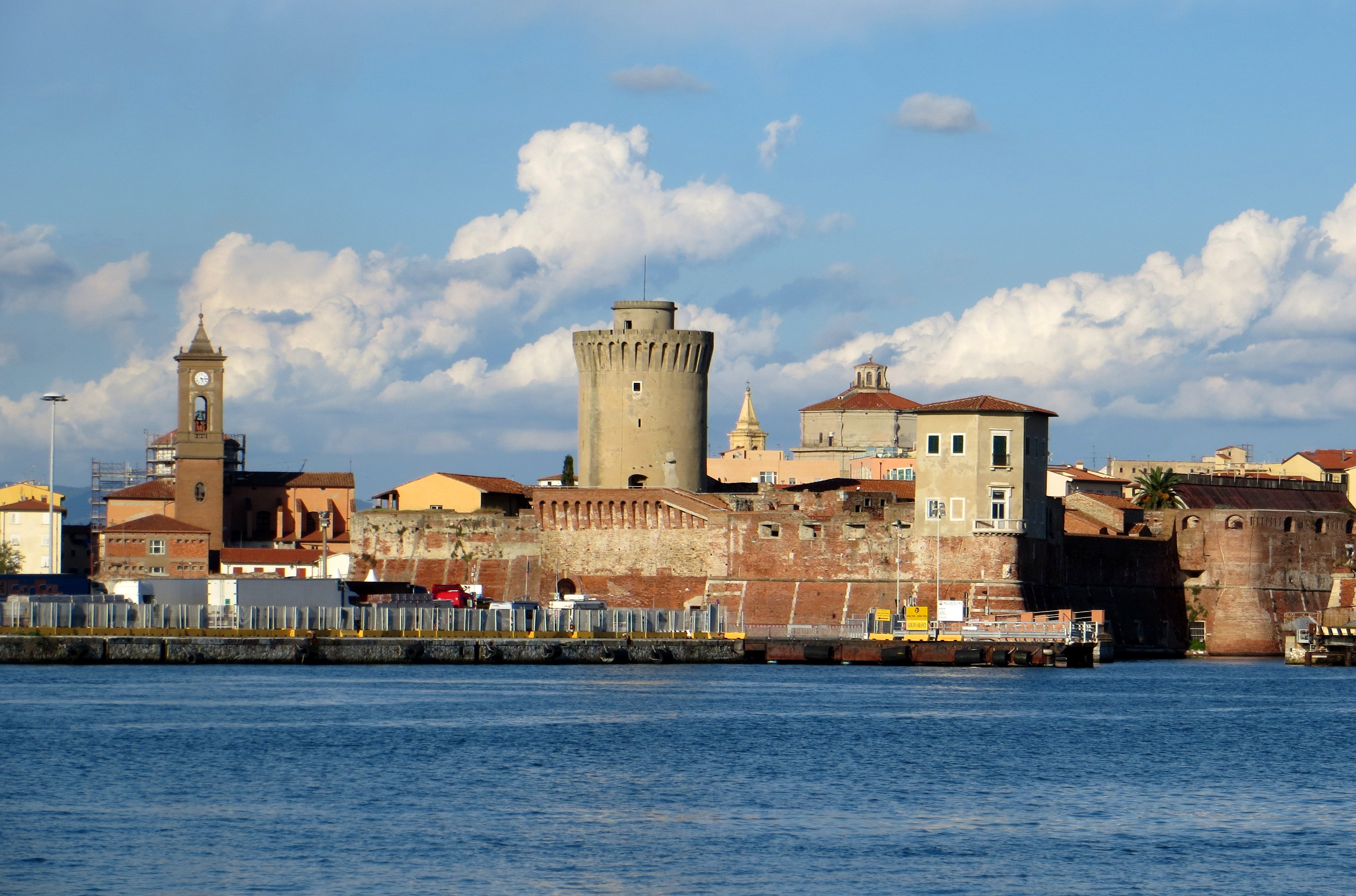
La Quadratura dei Pisani.

Les premiers remparts du village de Livourne remontent au XIVe siècle. Après les premiers travaux rudimentaires en terre et en bois, en 1392 le doge de la république de Pise imposa la construction de murailles pour entourer toute la ville, dont le port à l'époque jouxtait le Porto Pisano adjacent. La muraille, qui avait également pour mission de clôturer le petit port de Livourne, partait de la fortification préexistante appelée Quadratura dei Pisani (1377), qui comprenait  deux tours de plan respectivement circulaire et carré, se poursuivant vers l'est à la Porta a Terra(près de laquelle se trouvait une tour triangulaire), puis en tournant vers le côté sud pour fermer près de la Rocca Vecchia et de la proche Porta a Mar.
Les murailles crénelées, fabriquées en tuf volcanique du Mont Verruca, mesuraient un peu plus de 900 m, mais ajoutés aux ouvrages de défense du port, elles mesuraient bien plis. L'enceinte ainsi fermait le quartier de la modeste ville située à proximité de la Via Maestra qui servait d'axe principal au château.

### Enceinte Médicis
Avec le passage de Livourne sous la domination de la république de Florence, le système défensif fut renforcé. Au nord de la ville, à proximité des anciennes tours de Porto Pisano (Tour Maltarchiata et Tour de Magnale), fut construite la Tour du Marzocco (XVe siècle), tandis qu'au début du XVIe siècle, la Quadratura dei Pisani fut agrandie et équipée. avec des bastions et transformée en citadelle fortifiée (plus tard connue sous le nom de Fortezza Vecchia).

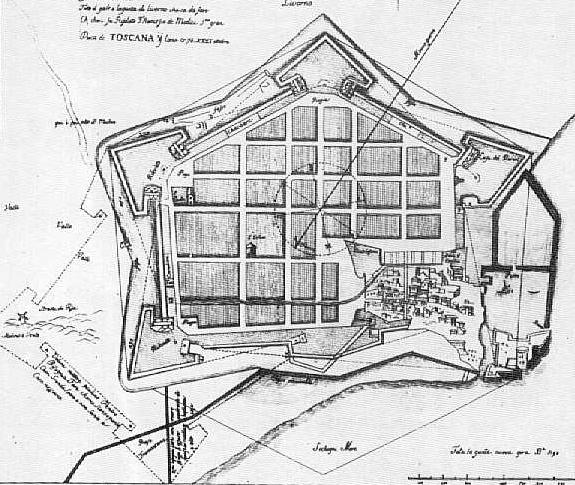
Dessin du projet de Buontalenti.

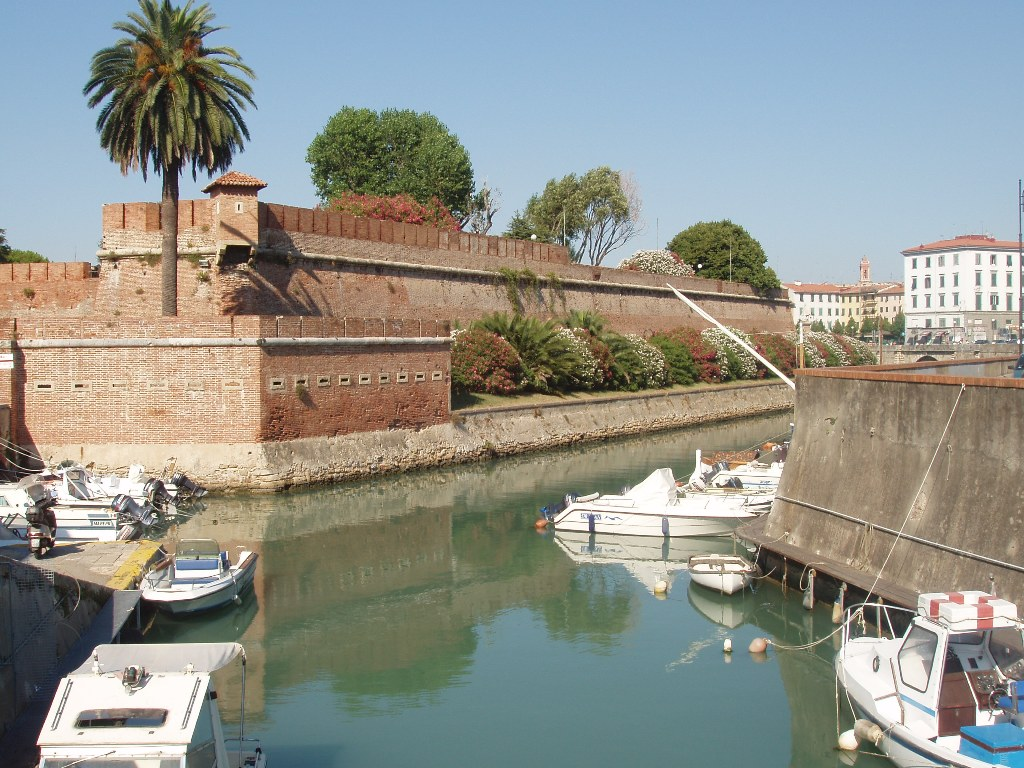
La FortezzaNuova.

Avec l'accession ultérieure de Cosme Ier de Médicis au trône du grand-duché de Toscane, les murailles pisanes furent entièrement rénovées et équipées de trois bastions : deux du côté oriental, sur les côtés de la Porta a Terra, et un vers la mer, près de la Vieille Forteresse. Les travaux de renforcement de la muraille se poursuivirent jusqu'à la seconde moitié du XVIe siècle, lorsque fut décrété l'agrandissement de la ville et du port de Livourne. Le projet fut confié à l'architecte Bernardo Buontalenti, qui conçut une ville-forteresse fermée dans un périmètre pentagonal délimité par des douves, le Pentagone de Buontalenti. Cependant, les travaux, qui commencèrent en 1577 sous François Ier de Médicis, se déroulèrent lentement pendant environ une décennie ; c'est son successeur, Ferdinand Ier de Médicis, qui donna une plus grande impulsion au chantier colossal. Entre-temps, le projet de Buontalenti subit quelques changements importants : pour renforcer l'appareil de guerre, des ravelins intermédiaires furent construits entre les bastions orientés au sud et le rempart nord-est fut transformé en une citadelle isolée, qui prit le nom de Fortezza Nuova.

#### Déroulement des travaux
Au début du XVIIe siècle, jusqu'à 2 000 esclaves et 5 000 agriculteurs travaillèrent sur le chantier de construction du fossé environnant, dirigé par Claudio Cogorano. Sous Cosme II de Médicis, en 1609, on peut dire que les fossés et les bastions sont achevés. Le mur ainsi défini avait également une fonction douanière, puisqu'il délimitait l'accès à la zone franche du port de Livourne. Dans le même temps, les murailles pisanes sont démantelées, à l'exception de quelques parties qui sont intégrées aux structures porteuses d'un vaste complexe connu sous le nom de Bagno dei forzati (it) (définitivement disparu après la Seconde Guerre mondiale).

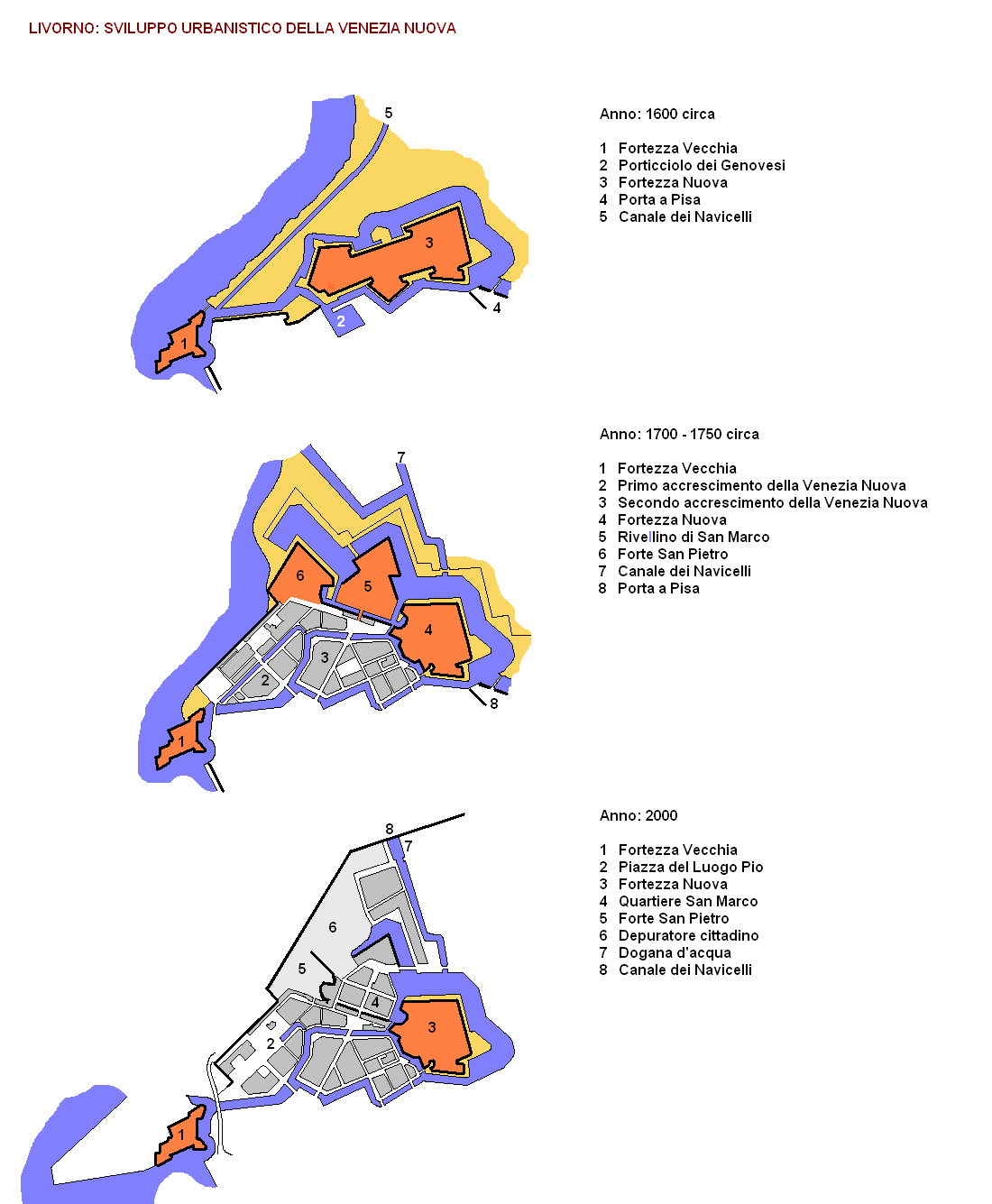
Évolution des fortifications nord.

Un deuxième changement substantiel est enregistré dans les premières décennies du même siècle, lorsque, pour accroître la présence de zones constructibles au sein de la ville, commence la construction du quartier Venezia Nuova (it) (1629). Le quartier s'est développé en deux phases distinctes qui ont d'abord conduit à la remise en état d'une zone marécageuse au nord de la ville, puis au démantèlement et à la subdivision d'une partie de la Nouvelle Forteresse. Pour protéger le nouveau quartier, on construisit une muraille qui, partant de la Vieille Forteresse, continua vers le nord-est, jusqu'à rencontrer le Forte San Pietro (it) (1682) et le ravelin adjacent de San Marco.
Même la partie sud, avec le renforcement du système portuaire, a subi des changements substantiels. La construction de l'enceinte du port fut achevée entre 1637 et 1643 ; l'ouvrage, connu plus tard sous le nom de Forte di Porta Murata, fut relié au circuit Buontalenti près du bastion sud-ouest. La porte qui reliait la ville au couvent des Capucins fut ainsi incorporée à la nouvelle forteresse et fermée (d'où le nom de « Porta Murata ») ; la porte d'accès a été remplacée par une nouvelle porte située à proximité du bastion sud-ouest. Par ailleurs, à l'ouest du fort précité, où se trouve le bras fortifié de la jetée de Cosme, le Torrione Vittoria a été construite (en hommage à Vittoria della Rovere, épouse de Ferdinand II de Médicis), qui avait pour mission de contrôler les bateaux passant par les douves adjacentes au Lazzaretto di San Rocco voisin ; vers le milieu du XVIIe siècle, une construction complexe et avancée en tenaille est également apparue au sud du lazaret.

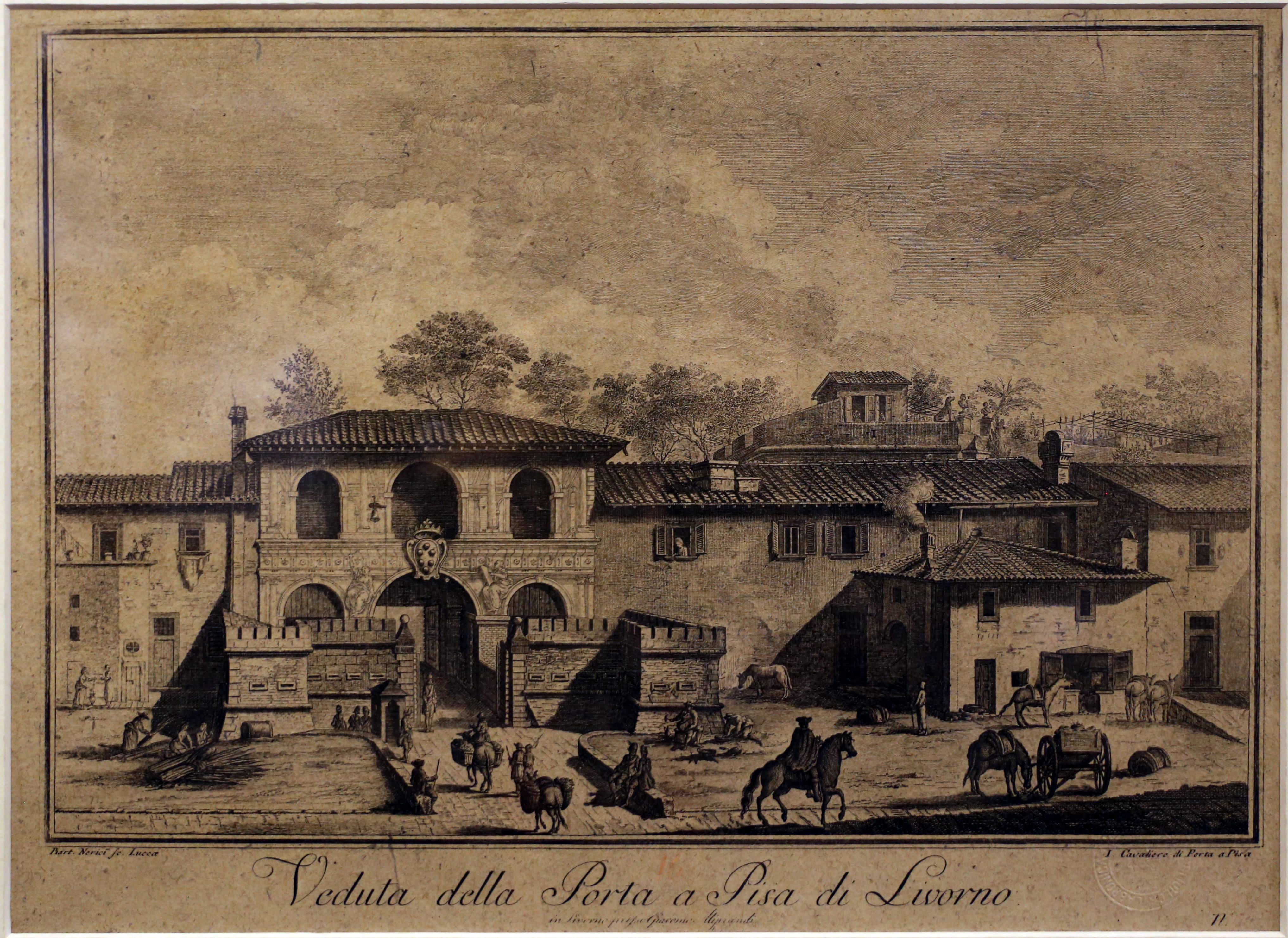
Vue de la Porta a Pisa, XVIIIe siècle.

Le long de ce périmètre se trouvaient six portes principales : la première Porta San Marco (vers le nord-est, disparue), la Porta a Pisa (vers l'est, disparue), la Porta Nuova (vers la Darsena Vecchia, disparue), la Porta Colonnella (vers le Molo Médicis, disparu) et la Porta de' Navicelli (plus tard remplacée par la Porta Santa Trinita, mais toutes deux ont disparu). En plus de celles-ci, il y avait deux portes secondaires, à savoir la Porta dei Cappuccini (disparue) et la Porta alla Bocca (disparue). La courtine était défendue par un impressionnant système d’artillerie ; il suffit de dire que pendant l'occupation française à la fin du XVIIIe siècle, environ 300 canons furent retirés des forteresses, qui furent mis en pièces ou vendus au bey de Tunis. Cette structure défensive est restée sensiblement inchangée jusqu'au XIXe siècle. En effet, avec la fin des servitudes militaires qui pesaient sur les zones proches du Fosso Reale (1776) et les besoins liés à l'expansion de la ville, d'importantes opérations d'urbanisme furent lancées. Au début, il s'agissait du ravelin de San Marco, où fut créé un quartier avec un vaste théâtre, mais vers la fin des années 1820 s'étendirent jusqu'à la zone du bastion sud (appelé Casone, où Luigi de Cambray Digny avait ouvert une porte et élaboré le plan d'urbanisation des environs), décrétant l'expansion notable de la ville au-delà de l'enceinte actuelle.

### Extension ultérieure
Vers les années 1830, la croissance de la ville et la nécessité d'inclure les banlieues peuplées dans le port franc imposèrent également la construction d'une nouvelle enceinte urbaine ayant exclusivement une fonction douanière. Les travaux de construction ont commencé en 1835 sur la base d'un projet de l'ingénieur Alessandro Manetti (it), qui a utilisé le travail de Carlo Reishammer pour la conception des portes et des barrières d'accès.

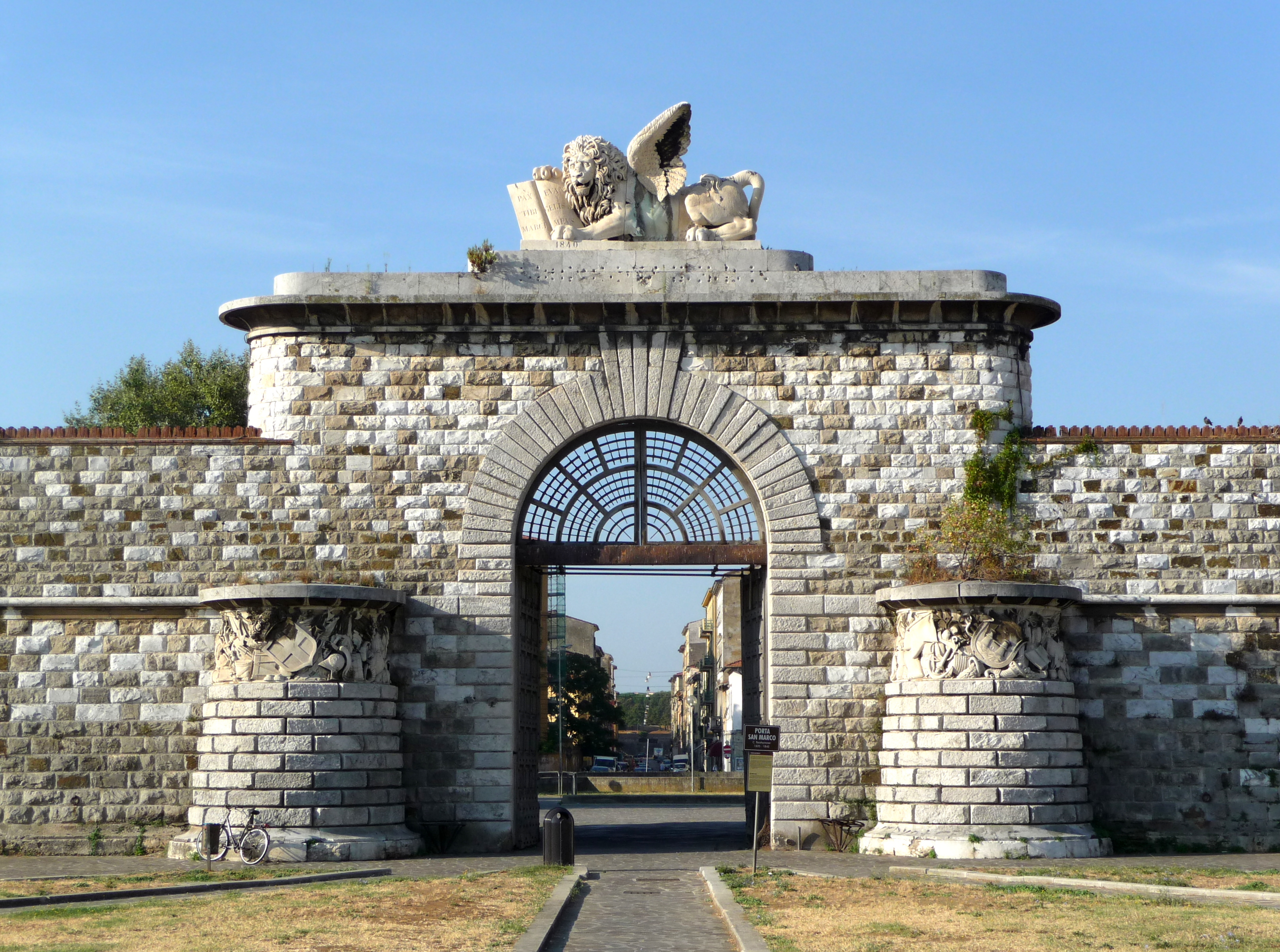
LaPorta San Marco de l'enceinte Léopoldine.

La muraille, constituée d'un simple mur recouvert de pierre et surmonté d'une crête pour empêcher le passage des cordes des contrebandiers, s'étendait à l'origine sur environ 6 km autour de la ville et des quartiers qui surgissaient au-delà du Fosso Reale. Au nord, il rejoignait le Forte San Pietro (it), tandis qu'au sud, il se terminait par le Lazzaretto di San Rocco. Le projet prévoyait la construction de trois barrières, deux portes et une barrière fluviale : la Barriera Fiorentina (it) au nord-est, la Barriera Maremmana au sud (disparue), la Porta a Mare au sud-ouest (transformée par la suite en barrière puis démolie), la Porta San Marco au nord, la Porta San Leopoldo à l'est (disparue) et la Dogana d'acqua (it) (Douane des du Canale dei Navicelli (it) (gravement endommagée pendant la Seconde Guerre mondiale).

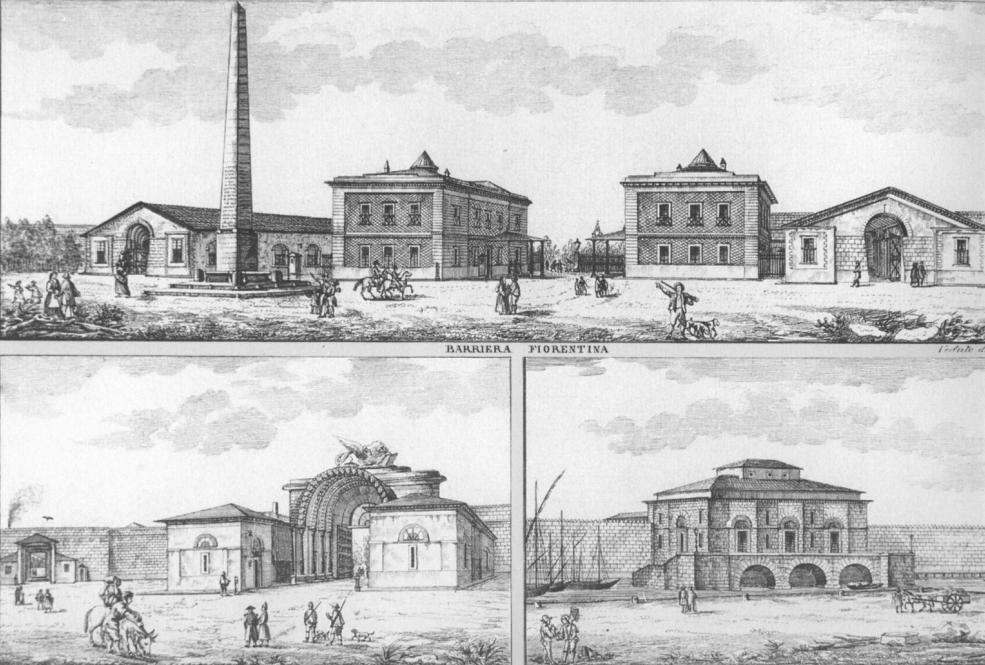
La Dogana d'acqua au XIXe siècle.

Dans le même temps, les autorités autorisent la rectification du fossé royal au sud de la ville et le démantèlement de la plupart des fortifications de l'époque Médicis. Les bastions du front sud du Pentagone de Buontalenti disparurent, ainsi que les portes et ravelins du système fortifié ; à leur place sont apparus d'imposants palais (comme le Palazzo Maurogordato (it) , de nouvelles rues et places (comme la Piazza dei Granduchi (it)).
En 1868, même avec la suppression du port franc, la muraille conserve sa fonction, délimitant les zones soumises aux devoirs communaux. En 1874 fut construite la barrière portuaire (partiellement existante), tandis qu'entre 1887 et 1890, sous le royaume d'Italie, le développement de la ville vers le village d'Ardenza (it) d'alors impliquait une expansion de la route vers le sud, jusqu'à l'Accademia Navale di Livornon. Cela entraîna la démolition de certaines portes (Barriera Maremmana et Porta a Mare), qui furent déplacées plus au sud et appelées respectivement Barriera Roma (disparue) et Barriera Margherita (it). Une nouvelle barrière longeait la Porta San Marc, tandis qu'au début du XXe siècle on travaillait à l'agrandissement de la Porta Vittorio Emanuele (aujourd'hui disparue), ouverte vers 1860 le long de la Viale degli Acquedotti.

### Les transformations subies au cours duXXesiècle

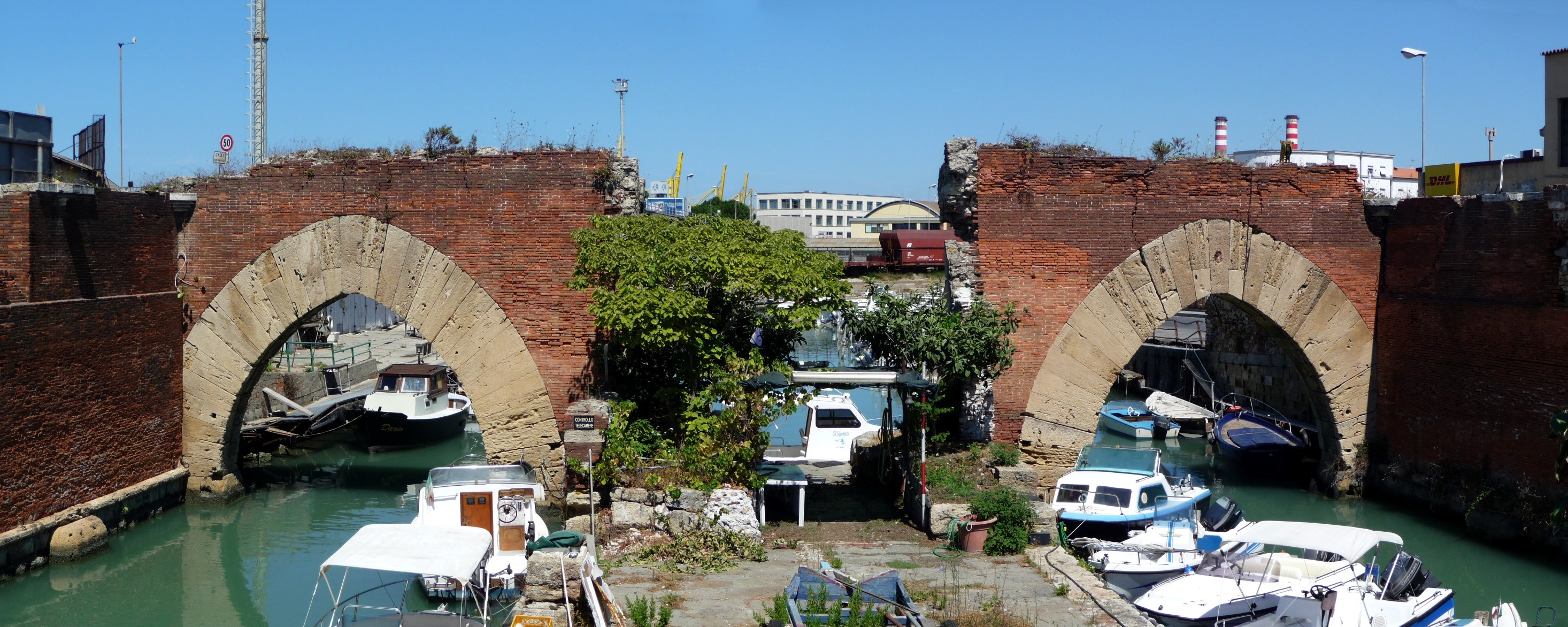
Vestiges de la partie arrière de la douane des eaux.

En ce qui concerne l'anneau à péage, au début du XXe siècle, on a décrit une série de passages plus petits, souvent situés le long du système de fossés et de canaux en communication avec le port de Livourne, qui étaient essentiellement destinés uniquement au transit des marchandises. Cependant, en 1912, la limite douanière a été fixée à la voie ferrée. De grandes sections des Murailles Léopoldine, y compris la partie construite après l'unification de l'Italie, ont été démolies dans les années suivantes pour faire place à de larges rocades, tandis que la partie nord (à proximité des zones portuaires) et une petite partie correspondant au zone où se trouvait la Porta a Mare ; dans les années 1930, au centre des nouvelles avenues fut construit le tracé de la ligne ferroviaire Pise - Tirrenia - Livourne , qui resta en activité jusqu'en 1960 .
Toujours dans les années 1930, les murs adjacents à la douane des eaux furent démolis ; Avant la guerre, le même sort est arrivé à une partie de la courtine du Fort San Pietro. La Seconde Guerre mondiale a cependant causé d'importants dégâts à plusieurs structures, telles que la douane des eaux elle-même, l' ancienne forteresse et la nouvelle forteresse.